# Ioan Mogoș
Ioan Mogoș (n. 21 noiembrie 1931, Comuna Livada, județul Satu Mare - d. 2007) a fost un medic oncolog român, inovator al unor tehnici de termografie clinică și experimentală. 

## Activitate
Activitatea sa științifică s-a concretizat prin contribuții în dezvoltarea metodelor de depistare și diagnostic al stărilor neoplazice incipiente prin explorarea termografică, în metodologia de monitorizare și aplicare a unor tratamente în consens cu ritmurile celulare și în elaborarea metodologiei de monitorizare termografică a cronoterapiei citostatice.
Beneficiind de pe urma unei cooperări multidisciplinare (de 4 decenii), cu ajutorul Departamentului de Inginerie Electrică și a Centrului de Cercetare în Inginerie Bio-Medicala ale Universității Politehnice din București (prof.dr.ing. Paul Cristea și Prof. Asoc. Rodica Tuduce), dr. Mogoș a contribuit semnificativ la dezvoltarea tehnologiei și instrumentelor aferente aplicațiilor diagnostice în oncologie ale termografiei de contact. Sistemele create au evoluat în perioada 1966 - 2006 de la primele încercări artizanale, până la sisteme imagistice termale de înaltă rezoluție.
A fost profesor universitar titular la Facultatea de Medicină din București și asociat la Catedra de Structuri și funcții biologice a Facultății de Inginerie medicală a Universității „Politehnica” București. În anul 2000 a devenit membru titular al Academiei de Științe Medicale din România.
În semn de apreciere pentru activitatea sa privind dezvoltarea aplicațiilor clinice ale termografiei, i-a fost acordat de către Academia Română în  anul 1975, premiul „Victor Babeș”.